# Caso Anna y Olivia
El caso de Anna y Olivia trata sobre el secuestro y filicidio de las hermanas canarias Anna y Olivia, de uno y seis años de edad respectivamente, llevado a cabo por su padre.
El 27 de abril de 2021 las niñas fueron secuestradas por su padre, Tomás Antonio Gimeno Casañas, en la isla española de Tenerife. El 10 de junio fue encontrado con ayuda de un sonar el cuerpo sin vida de la mayor de las hermanas en el lecho marino de Canarias, a un kilómetro de profundidad.
Este caso tuvo un gran impacto en la sociedad española y en los medios de comunicación mundiales.

## Sucesos
Las hermanas Anna y Olivia Gimeno Zimmerman, de uno y seis años respectivamente e hijas de Tomás Antonio Gimeno Casañas y Beatriz Zimmermann de Zárate, fueron secuestradas por su progenitor la noche del 27 de abril de 2021, cuando tenía que haberlas entregado a la madre. Tomás Gimeno inicialmente llevó a las dos niñas a casa de los abuelos paternos en Santa Cruz de Tenerife. 
Gimeno le comunicó a Zimmerman que se iba con las pequeñas a cenar fuera, lo cual era falso y solo lo utilizó como excusa para obtener más tiempo para realizar el crimen. Anna y Olivia fueron presuntamente asesinadas minutos después de esta llamada realizada desde la casa de Gimeno en la localidad tinerfeña de Igueste de Candelaria. Llevó los cadáveres de sus hijas en su coche y paró en casa de sus padres sin que estos se dieran cuenta. Esa noche, Tomás se trasladó al Puerto Marina de Tenerife, sobre las 21:30 cargó en su barco varias bolsas de deporte. Zarpó del puerto, sobre las 00:30. Antes había llamado a la madre, Beatriz, amenazando que no volvería a ver a las niñas ni a él.

## Búsqueda
La embarcación de Tomás Gimeno apareció a la mañana siguiente, 28 de abril, flotando a la deriva y sin ancla, cerca del Puertito de Güímar. Posteriormente, el día 29 fue hallada flotando una silla infantil de retención en vehículos perteneciente a una de las niñas y se comunicó el hallazgo de restos de sangre en el barco de Gimeno encontrada el día antes. Se abrió una investigación, considerada como una de las más complejas a las que se ha tenido que enfrentar la Unidad Central Operativa (UCO) de la Guardia Civil, que también intervino en la resolución de los casos de Diana Quer, Asunta Basterra o Gabriel Cruz. La casa de Tomás Gimeno en la localidad de Igueste de Candelaria fue registrada el 30 de abril, registro que continuó en días posteriores.
El buque Ángeles Alvariño, del Instituto Español de Oceanografía, se sumó a la búsqueda el 29 de mayo. El buque encontró bajo las aguas el 8 de junio una botella de oxígeno y una funda nórdica propiedad del padre de las niñas, ampliando este hallazgo su presencia en aguas canarias al menos hasta el 15 de junio. Posteriormente el buque alargó su presencia en la isla por tiempo indeterminado, al tiempo que el Cabildo de Tenerife planteaba la utilización de un submarino privado, llamado Piscis VI, como alternativa al buque oceanográfico Ángeles Alvariño para continuar la búsqueda de la niña y de su padre. Este submarino tiene capacidad para operar a una profundidad de hasta 2.180 metros.
Finalmente a finales de junio se informaba que el buque oceanográfico Ángeles Alvariño daba por finalizada la búsqueda de los cuerpos de Anna y su padre tras un mes de búsqueda. El informe técnico de la Guardia Civil concluyó que la gran cantidad de barrancos y grietas submarinas dificultaban la exploración.

## Hallazgo del cadáver de Olivia
Tras 45 días, el jueves 10 de junio de 2021, se encontraron a mil metros de profundidad en el fondo marino, y a tres millas de la costa, dos bolsas lastradas con un ancla; una de ellas contenía los restos de Olivia, la mayor de las dos niñas, y la otra estaba abierta y vacía, creyéndose que pudo alojar a la hermana pequeña, Anna. El cuerpo de la niña asesinada fue encontrado frente a las costas de la capital de la isla, Santa Cruz de Tenerife, en las cercanías del Auditorio de Tenerife.
Tras el hallazgo, el cuerpo fue trasladado al Instituto Anatómico Forense de Tenerife para la realización de la autopsia. Al día siguiente, se reveló a los medios que la prueba de la huella dactilar confirmó que se trataba del cuerpo de Olivia. La autopsia determina que Olivia murió por asfixia mecánica por sofocación.
Posteriormente, Beatriz Zimmermann expresó su deseo de eliminar el apellido paterno del nombre de sus hijas, para, así, borrar cualquier vínculo que pudiera hacer referencia a él, dejando los nombres como Olivia y Anna Zimmermann de Zárate. El 13 de junio, Beatriz publicaba una carta de agradecimiento por los apoyos recibidos.

## Repercusión
El caso fue objeto de una gran cobertura mediática que trascendió las fronteras de España en la búsqueda de las niñas desaparecidas. Noticieros y periódicos de diversos países de Latinoamérica, Reino Unido, Italia, Portugal, Alemania o Australia se hicieron eco de este suceso.

### Política
Varios políticos y ministros mostraron sus condolencias a la madre de las niñas, entre ellos: el presidente del Gobierno de España, Pedro Sánchez; la ministra de Igualdad, Irene Montero; el presidente del Partido Popular, Pablo Casado; el presidente de Canarias, Ángel Víctor Torres; y la presidenta de Ciudadanos, Inés Arrimadas, entre otros.
Por su parte, al día siguiente sería la Reina de España quien mostró su repulsa tras el hallazgo del cuerpo de Olivia, durante la clausura del foro Santander Womennow 2021.

### Cultura, música y deporte
También, a través de redes sociales, expresaron su repulsa al suceso varias personalidades del mundo de la cultura, la música y el deporte, como Paz Vega, Alejandro Sanz, Pastora Soler, Rudy Fernández, María Castro, Santiago Segura, Antonio Banderas, Marta Sánchez, Javier Labandón, Pitingo, Blas Cantó, Carlos Baute, Edurne, Malú, Rozalén, Álex García, Sergio Rodríguez, Kiko Rivera, Raquel del Rosario, Tania Llasera, Paula Echevarría, entre otros.

### Opinión pública
A raíz del hallazgo del cuerpo de Olivia, se convocaron manifestaciones, concentraciones, minuto de silencio y actos públicos de repulsa en la mayoría de municipios españoles, destacándose en las grandes ciudades y las capitales de provincia. Ciudades como Madrid, Barcelona, Valencia, Granada, Toledo, Murcia, Cartagena, Lorca, Palma de Mallorca, Sevilla, Málaga, San Sebastián, Valladolid, Santiago de Compostela, Bilbao, Salamanca y la propia Santa Cruz de Tenerife, en cuyas costas apareció el cadáver de la mayor de las hermanas, entre otras ciudades.

## Homenaje
El 18 de octubre de 2022 fue inaugurada una estatua de bronce en homenaje a Anna y Olivia, ubicada en el parque infantil La Gesta del 25 de Julio, junto a la Plaza de España de la ciudad de Santa Cruz de Tenerife. Obra del escultor vasco afincado en Tenerife, Julio Nieto, la obra, en palabras del autor: ―«es un diseño suave que nos recuerda a Anna y Olivia, su vida alegre, esa mirada tierna entre ellas, de complicidad y confianza»―. La escultura fue donada por la Fundación Diario de Avisos. Durante la inauguración estuvo presente la madre de las niñas, Beatriz Zimmermann de Zárate y diferentes autoridades políticas.